# Camaricoproctus disparatidens
Camaricoproctus disparatidens är en mångfotingart som beskrevs av Lawrence 1965. Camaricoproctus disparatidens ingår i släktet Camaricoproctus och familjen Spirostreptidae. Inga underarter finns listade i Catalogue of Life.